# Фадил Јахић Шпанац
Фадил Јахић Шпанац (Бијељина, 24. новембар 1910 — Вукосавци, код Лопара, 20. фебруар 1942) био је учесник Шпанског грађанског рата и Народноослободилачке борбе и народни херој Југославије.

## Биографија
Рођен је 24. новембра 1910. године у Бијељини. Иако је потицао из средње имућне породице, после завршене основне школе, није наставио даље школовање, већ га је отац дао на занат. У Бијељини је изучио столарски занат, и још као шегрт дошао у додир са револуционарним радничким покретом. Учествовао је у свим радничким штрајковима и манифестацијама. Године 1933. постао је члан Комунистичке партије Југославије (КПЈ).
Марта 1937. године одлази у Шпанију, где се борио у митраљеском одељењу батаљона „Ђуро Ђаковић“. После завршетка Шпанског грађанског рата, током којег је стекао чин капетана, заједно са осталим борцима Интернационалних бригада нашао се у концентрационом логору „Верне“ у Француској. Заједно са Пеком Дапчевићем, народним херојем, организовао је бег из логора и у пролеће 1941. године илегално се вратио у Југославију. По повратку у родни крај, постао је секретар Окружног комитета КПЈ за Бијељину.
После Априлског рата и окупације Краљевине Југославије 1941. године, активно је учествовао у припремама устанка у Бијељини и околини. Организовао је прикупљање оружја, стварао прве борбене групе и др. После седнице Покрајинског комитета КПЈ за Босну и Херцеговину, одржане 13. јула 1941. године, на којој је донета одлука о подизању устанка, Фадил је руководио првим партизанским акцијама у Бијељини и околини - сечењу телефонско-телеграфских стубова на путу Бијељина-Брчко и Бијељина-Зворник; нападу на жандармеријске станице у Трњацима, Горњем Црњелову и Драгаљевцу, диверзијама на пловним објектима на Сави и др.
Јединице под његовом командом су, августа 1941. године, ушле у састав Мајевичког партизанског одреда, а Фадил је именован за политичког комесара Одреда. У многим борбама долазило је до изражаја његово ратно искуство из Шпаније. Погинуо је 20. фебруара 1942. године у селу Вукосавцима, на Мајевици, заједно са командантом Одреда Иваном Марковићем Ирцем, народним херојем, и још тридесет бораца и чланова штаба Одреда приликом изненадног препада четника капетана Стевана Дамјановића Леке (са којима је постојао договор о ненападању) на Штаб Мајевичког партизанског одреда.
Сахрањен је на Партизанском спомен-гробљу у Вукосавцима, код Лопара.
Указом Председништва Антифашистичког већа народног ослобођења Југославије (АВНОЈ), 13. марта 1945. године, међу првим борцима Народноослободилачке војске, проглашен је за народног хероја.

## Породица
Читава продица Фадила Јахића Шпанца је учествовала у Народноослободилачком покрету (НОП), а од укупно 12 чланова погинуло је њих шесторо. Браћа Изо и Нијаз, такође су били у партизанима, а родитељи су били затварани у логор. Поред Фадила из породице Јахић се посебно истакла његова млађа сестра Минета.
Минета Јахић (1925—1944) је учила кројачки занат код познате бијељинске кројачице Јеврејке Флоре Леви. После окупације земље, Флора је као и већина Јевреја ухапшена и одведена у логор, у коме је касније убијена. Минета је тада напустила занат и као чланица Савеза комунистичке омладине Југославије (СКОЈ) укључила се у припреме за организовање устанка. Све до почетка 1942. године је илегално радила у окупираној Бијељини.
Фебруара 1942. године приликом полицијске провале у партијску организацију, била је ухапшена заједно са родитељима и трећим братом Нијазом. Тада су у бијељинском затвору провели четири месеца. После изласка из затвора Минета је наставила са илегалним радом, све до септембра 1943, када је напустила Бијељину и прешла на ослобођену територију. Пошто је током боравка у затвору добила запаљење зглобова, услед чега се тешко кретала, било јој је понуђено да остане и ради као болничарка у оближњој партизанској болници. Она је то одбила и на лични захтев је отишла у јединицу — у партизански батаљон, који је касније прерастао у Шеснаесту муслиманску бригаду. Године 1944, у једној кући на обронцима Мајевице, Минета је била заробљена и убијена.
Фадил Јахић је био ожењен Хајријом Алијагић, рођеном сестром револуционара Алије Алијагића, који је такође био из Бијељине. Хајрија је по занимању била медицинска сестра, а за револуционарни раднички покрет се одлучила под утицајем свог брата. Из бијељинске болнице, у којој је радила илегално је била изнела писаћу машину на којој су касније куцани комунистички леци. За Фадила Јахића се удала, непосредно пред његов одлазак у Шпанију, 1937. године.
Док се Фадил борио у Шпанском грађанском рату, Хајрија је радила као партијска активисткиња у Београду и Загребу. Почетком 1941. године се вратила у Бијељину, а убрзо јој се вратио у муж из заробљеништва. После окупације земље, заједно са супругом је учествовала у организовању устанка. Због безбедности су напустили Бијељину и прешли у околна села. Једном приликом непријатељ је опколио кућу у којој су се налазили. Фадил је успео да побегне, а Хајрија је ухваћена. Извесно време је била задржана у бијељинском затвору, а потом је пребачена у логор Јасеновац, где је убијена. После рата један дечји вртић у Бијељини је носио њено име.